# Runenstein von Jättendal

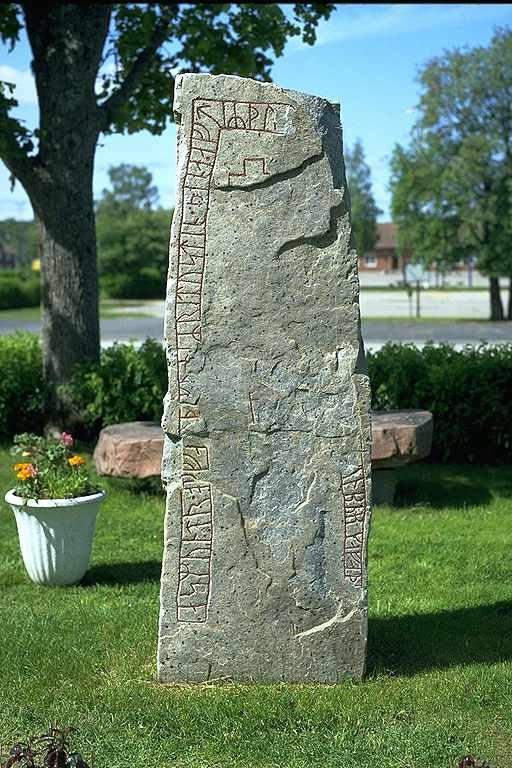
Der Runenstein von Jättendal an seinem langjährigen Standort vor der Kirche

Der Runenstein von Jättendal oder Runenstein von Jättendals kyrka (Hs 21 oder Hälsinglands runinskrifter 21, schwedisch für „Hälsinglands Runeninschriften 21“, oder auch L 1071 nach der älteren Einteilung von Liljegren) ist ein wikingerzeitlicher Runenstein aus Schweden. Er wurde von einer Frau namens Gunnborga geritzt und ist somit der einzige bekannte Runenstein, der allein von einer Frau geritzt wurde.

## Stein
Der zwei Meter hohe, 35 bis 45 Zentimeter dicke und bis zu 65 Zentimeter breite Stein besteht aus Sedimentgneis. Die Ritzungen darauf wurden vermutlich Ende des 10. oder Anfang des 11. Jahrhunderts angebracht.
Schriftlichen Erwähnungen aus dem 17. Jahrhundert zufolge wurde der Runenstein eingemauert in die Südwand der mittelalterlichen Kirche von Jättendal (schwedisch Jättendals kyrka) in der Gemeinde Nordanstig gefunden. 1800 wurde die Kirche jedoch durch einen Brand zerstört und der Runenstein beim Bau der neuen Kirche als Treppenstufe (mit der geritzten Seite nach unten) am westlichen Eingang verbaut, was in der Folge zu erheblicher Trittabnutzung führte. 1856 zerbrach der Stein, als er losgebrochen wurde, und Teile der Inschrift gingen verloren. Durch breite Eisenbänder zusammengehalten wurde der Runenstein bei der südöstlichen Ecke der Kirche aufgestellt und so tief in den Boden gesetzt, dass die Runeninschrift teilweise unter der Erde lag. Bei einer neuen Reparatur 1945 wurden die Eisenbänder abgenommen und der Stein mit Kitt wieder zusammengesetzt. 1956 stellte man den Runenstein westlich des Turmeingangs der Kirche von Jättendal auf. Nachdem bereits 2001 empfohlen worden war, den Stein im Winter zu überdachen und seinen Zustand mindestens jedes fünfte Jahr neu zu dokumentieren, wurde er von 2020 bis 2021 restauriert und anschließend im Waffenhaus der Kirche von Jättendal aufgestellt.

## Inschrift
Die Inschrift auf dem Runenstein von Jättendal ist im jüngeren Futhark geschrieben und wird dem RAK-Stil zugeordnet. Die Runen sind fünf bis neun Zentimeter hoch. Aufgrund der Beschädigungen des Steins sind die zwei eingeritzten Kreuze und Teile der in Form eines Runenbandes angebrachten Inschrift nur fragmentarisch erhalten; fast die Hälfte der Runen sind verschwunden oder unleserlich. Die verlorenen Abschnitte lassen sich jedoch anhand einer 1763 angefertigten Zeichnung rekonstruieren.
In lateinischer Transliteration lautet die Runeninschrift „asmuntr • ok fa[r]þ[i]k[l] • þiR ritu stin • þina • aftiR þu[rkatil • faþur sin • a utrunkum • k]unburka faþ[i stin þina in kuþa]“
und lässt sich übersetzen als „Ásmundr und Farþegn, sie errichteten diesen Stein nach Þorketill, ihrem Vater, in Vattrång. Gunnborga die Gute ritzte diesen Stein.“ Die Runenfolge „utrunkum“ wird üblicherweise als ältere Form des schwedischen Ortsnamens Vattrång gedeutet.
Die Personennamen sind in der Übersetzung in normalisierter altnordischer Form wiedergegeben. Gunnborga (altschwedisch Gunborgh) ist ein weiblicher Name. Noch 1988 wurde daran gezweifelt, dass sich die typische Signaturformel eines Runenmeisters („... ritzte diesen Stein“) auf das Werk einer Frau beziehe, und ein zu ergänzendes „ließ“ vorgeschlagen (also „Gunnborga ließ diesen Stein ritzen“); diese Konstruktion wurde in der Forschung jedoch abgelehnt und gilt inzwischen als veraltet.
Der Runenstein von Jättendal ist der einzige bekannte Runenstein, der von einer Frau geritzt wurde. Es sind auch zwei Runensteine erhalten, die ihrer Signatur nach jeweils von einem Mann und einer Frau zusammen geritzt wurden: die Grabplatte aus der Johanneskirche von Visby (Gotlands runinskrifter 343, von Torleif und mindestens einer aufgrund des fragmentarischen Zustandes der Runeninschrift jedoch nicht namentlich bekannten Person anderen Geschlechts geritzt, ablesbar an dem Personalpronomen þau im Neutrum Plural) und der Runenstein U 1011 (von Vigmund und Åfrid geritzt, ablesbar an der Signatur). Einer weiteren wikingerzeitlichen Schwedin, Frögärd i Ösby (eigentlich wohl Frögärd in Väsby), wurde der Runenstein U 203 (Upplands runinskrifter 203) aufgrund einer falschen Interpretation der Runeninschrift zugeschrieben. Von verschiedenen Frauen stammen außerdem Runeninschriften auf anderen Objekten.